# 국가미세먼지정보센터
국가미세먼지정보센터는 환경부 소속의 공공기관이며, 2019년 12월에 설립되었다.

## 업무
국가미세먼지정보센터는 대한민국의 전역의 미세먼지 배출량을 산정하고 대한민국의 국민들에게 정확한 배출량 정보 제공하는 역할을 한다. 환경부의 소속 기관으로 국가 대기오염물질 배출량을 산정 및 관리하며, 관리 오염물질은 총 부유먼지(TSP), 초미세먼지(PM-2.5), 미세먼지(PM-10), 황산화물(SOx), 질소산화물(NOx), 휘발성유기화합물(VOCs), 암모니아(NH3), 일산화탄소(CO), 블랙 카본(BC)이 있다. 사람의 건강에 이상을 줄 수 있는 미세먼지 배출량을 관리하는 공공기관이기 때문에 매우 중요한 역할을 하는 공공기관이다. 현재 국가미세먼지정보센터의 행정기관건물은 충청북도 청주시 흥덕구에 소재하고 있다.

## 관할구역
- 대한민국의 전지역

## 같이 보기
- 환경부
- 미세먼지